# Heteronymphon abyssale
Heteronymphon abyssale is een zeespin uit de familie Nymphonidae. De soort behoort tot het geslacht Heteronymphon. Heteronymphon abyssale werd in 1968 voor het eerst wetenschappelijk beschreven door Stock. 